# Virtuální souborový systém
Virtuální souborový systém (zkratka VFS, též virtuální přepínač souborových systémů) je v informatice abstraktní vrstva nad více konkrétními souborovými systémy. Účelem VFS je poskytnout aplikacím jednotný způsob přístupu k různým typům konkrétních souborových systémů (jednotné API). VFS lze použít například k transparentnímu přístupu k místním a síťovým úložným zařízením, aniž by klientská aplikace zaznamenala rozdíl. Lze ho také použít k překlenutí rozdílů mezi souborovými systémy operačních systémů Windows, Mac OS a Unix tak, aby aplikace mohly přistupovat k souborům na souborových systémech bez nutné znalosti toho, na který souborový systém se právě přistupuje.
VFS specifikuje v operačním systému rozhraní mezi jádrem a konkrétní implementací souborového systému. VFS tak reprezentuje společnou část a implementace nového souborového systému je velmi jednoduchá, protože stačí vytvořit procedury, které vykonávají funkce požadované společným VFS (tj. ovladač). Aplikace volá unifikovaná (jednotná) volání pro práci se soubory a adresáři, které implementuje VFS. Vrstva VFS rozhodne, který ovladač bude pro přístup ke konkrétním datům použit podle toho, kde jsou uložena (ISO 9660 nebo UDF pro CD/DVD, NTFS, FAT, ext4 atd.).